# Lars Lewerenz

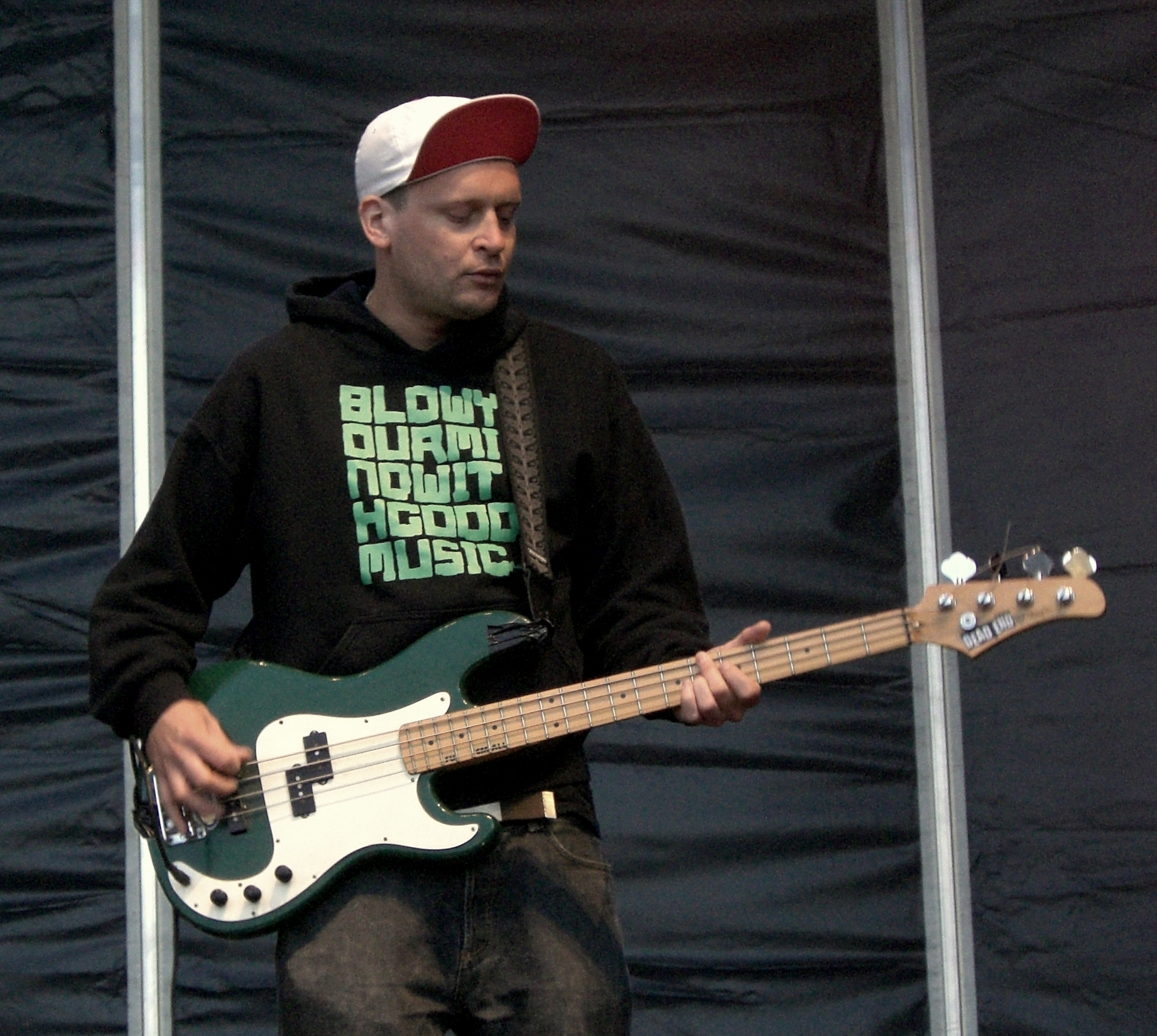
Gründer Lars Lewerenz (2009)

Lars Lewerenz (* 18. Februar 1977 in Henstedt-Ulzburg) ist der Gründer und Inhaber des Hamburger ElectroPunk-Labels Audiolith Records.

## Leben
Lewerenz wuchs in Schleswig-Holstein auf und lernte Anlagenmechatroniker und Erzieher. Anfang der 2000er kümmerte er sich um die Europaveröffentlichungen des US-amerikanischen Labels Dim Mak Records von Steve Aoki und spielte in der Band Dos Stilettos. Im Jahr 2003 gründete er das Label Audiolith Records in Hamburg und veröffentlichte die 7"-Single Both Sides Of The Ocean von The Dance Inc. In den folgenden Jahren wuchs das Label, und es kamen Musiker und Bands wie Bratze, Egotronic, Frittenbude, Saalschutz und Plemo hinzu.
Im November 2010, auf der Preisverleihung des HANS – Der Hamburger Musikpreis zerstörte er mit einem Beil seine Auszeichnung, nachdem er in seiner Dankesrede erklärt hatte, nicht in einem Satz mit Hans Albers genannt werden zu wollen, für den das Kürzel des Hamburger Musikpreises ebenfalls steht.
Im Jahre 2009 begleitete er den Audiolith-Künstler ClickClickDecker als Bassist auf Konzerten im deutschsprachigen Raum.
Auf Konzerten legt er unter dem Pseudonym Das Audiolith als DJ elektronische Musik auf.